# Красна Поляна (Кущевський район)
Красна Поляна — хутір в Кущевському районі Краснодарського краю. Центр Краснополянського сільського поселення.
Населення 971 мешканців.
Хутір розташовано на річці Чубурка (сточище Азовського моря), у степовій зоні, за 6 км північніше станиці Шкуринська.